# El viaje entretenido
El viaje entretenido es una obra miscelánea escrita en 1603 por Agustín de Rojas Villandrando (1572 - 1635). Es una colección extensa de loas formada por cuatro libros, los cuales se presentan con un carácter dialogado y cuyos protagonistas son el propio autor y tres compañeros de teatro de distintas compañías teatrales. Además, la obra cuenta con la intromisión de una parte narrativa, que es la historia de Leonardo y Camila, que está dividida en tres partes, que comienza a partir del segundo libro de El viaje entretenido, y cuya historia procede de la tradición de la novela pastoril.
La obra de Rojas Villandrando se compone de tres formas literarias: por un lado, hay una parte dramática o teatral; por otro, la historia que se intercala a través de un estilo narrativo y, por último, el diálogo que se instaura desde el comienzo de la obra y que ocupa gran parte de ella. A lo largo de toda la obra se van intercalando loas, tanto en prosa como en verso, concretamente, cada libro que forma la obra consta de 10 loas en total, teniendo así como resultado 40 loas al finalizar la obra.
Algunos críticos han llegado a considerarla una obra casi autobiográfica por la cantidad de datos que parece que aporta acerca de su persona y sus vivencias, pero muchos críticos no estarían de acuerdo con ello.
El autor exhibe a lo largo de toda la obra el amplio conocimiento que tiene acerca de la gran cantidad de temática variada. De ahí, que algunos críticos opinen que es una obra con cierto carácter didáctico, pero que a la vez, en algunas partes de la obra, tengo un carácter más pícaro, gracias al empleo del humor a la hora de que los personajes cuenten sus anécdotas teatrales.

## Argumento y estructura
El argumento principal de El viaje entretenido se centra en el viaje con un largo diálogo entre los cuatro comediantes, los cuales, empiezan su aventura en Sevilla, terminando su trayectoria en Burgos. A medida que van recorriendo diversos lugares y caminos, van contando anécdotas, cuentos, historias, refranes, etc., para así hacer el camino mucho más entretenido.
Partiendo de la estructura de la obra, esta comienza con una portada y, seguido de la portada, aparecen los preliminares protocolarios, que son aquellos documentos que estaban impuestos por una legislación de Castilla desde 1558 hasta el siglo XVIII, que era una legislación que se conocía con el nombre de “pragmática de los libros”. En el caso de esta obra de Villandrando, los preliminares protocolarios son: la tasa, las aprobaciones y el privilegio. También aparecería la “fe de erratas”, pero solo aparece en la edición príncipe. Después de estos protocolos y requisitos, aparecen otros preliminares que no se consideran legales, pero que sí siguen siendo preliminares protocolarios, como son: los versos laudatorios, la dedicatoria a don Martín Valero de Franqueza, la dedicatoria al vulgo y la dedicatoria al lector.
A continuación de ello, la obra comienza con la presentación de los cuatro personajes principales, los cuales, tienen que partir de Sevilla y, a medida que van avanzando por el camino, van describiendo distintos lugares andaluces. Es una parte donde se ve una gran cantidad de enumeraciones y dónde vemos que los protagonistas están llegando a Granada.
Al comenzar el segundo libro, los protagonistas afirman que desean llegar a Toledo y, hablando de la compañía de Nicolás Ríos y de las representaciones que han llevado a cabo, continúan hablando de la ciudad de Granada y, sobre todo, de la Alhambra. Es en esta parte del libro donde aparece, sobre todo, el tema de la astrología, al relacionar tanto los animales como las piedras o minerales, con determinados planetas del cielo.
También contiene una parte donde se observa, claramente, un carácter misógino, pues presenta la figura femenina como lo más cruel de la creación de Dios, pues siempre actúa de manera contradictoria y, seguidamente, se alaban también algunas personalidades femeninas, tanto romanas como griegas, que resultaron ser importantes referentes para la posteridad.
Cerca del final de esta segunda parte del libro es cuando llegan, finalmente, a Toledo y, es por ello, que comienzan a hablar de los monumentos que allí se encuentran. Además, es a mitad de este segundo libro donde comienza la historia de Leonardo y Camila. Esta historia, como bien explican los propios personajes, es un cuento que quieren escuchar de parte de Rojas y que le fue contado a este por un amigo suyo. Es considerada por muchos como una novela de temática sentimental y de tradición pastoril, que hace rememorar la obra de Jorge de Montemayor, pues hay elementos que evocan esta tradición, como son el amanecer, las lágrimas, las referencias al campo, los suspiros, los jardines, las flores, etc. Además, se emplea un estilo mucho más rebuscado que no encuentra el lector en otra parte de la obra. Dicha novela, que aparece dividida en tres partes, comienza con la presencia de un desolado capitán llamado Leonardo de Sotomayor, el cual, no para de arrojar lágrimas al recordar a su amada Camila. Poniéndose a caminar yendo junto con su criado, una joven pastora llamada Leonida le ofrece su hogar para descansar y comer allí, pero Leonida está enamorada de Leonardo y, cuando él se tiene que marchar, le ruega que se quede con ella con lágrimas en los ojos. Yendo de nuevo por el camino, hace amistad con un caballero llamado Montano de Ulloa al que le cuenta cómo se enamoró de la joven Camila, todo lo que aconteció en el hogar de ésta y los lugares dónde se encontraron, así como toda la historia que se produjo entre ambos. Finalmente, Rojas acaba este cuento de manera precipitada, mostrando a una Camila enferma y a un Leonardo herido en el campo de batalla.
En esta historia, al ser un cuento que se narra para el resto de los personajes, Rojas quiere mostrar cómo estos mostraban atención al relato y, por ello, los personajes irrumpen la historia, provocando con ello su continuación entre las siguientes partes de la obra: continúa en el tercer libro de la obra y finaliza, por último, en el cuarto libro, justamente, con la llegada de los protagonistas a Palencia.
En el libro tercero, se comienza advirtiendo que los protagonistas se han visto obligados a marchar de su tierra y se ponen rumbo a Valladolid. Yendo hacia allí, pasan por Segovia y, se maravillan tanto de la ciudad, que empiezan a nombrar, mediante una alabanza, todos los monumentos que allí se encuentran. Lo mismo ocurre cuando llegan Valladolid, pues también alaban los acontecimientos históricos allí acaecidos. Por lo tanto, esta tercera parte del libro, también finaliza con la llegada de los protagonistas a su destino.
Finalmente, la última parte de la obra (o libro cuarto), comienza de igual manera que el resto: se produce la última mudanza de los personajes, que son obligados a salir de Valladolid y deben ir hacia Burgos, que es donde finalizan su recorrido.

## Personajes
Los personajes que aparecen a lo largo de toda la obra son: Nicolás Ríos, Miguel Ramírez, Agustín Solano y Agustín de Rojas. En realidad, no son personajes completamente ficticios, sino que son personaje que, en realidad, existieron y de los que hay noticias y datos acerca de sus vidas.
- Agustín de Rojas: es el propio autor de la obra, el cual, se inmiscuye en ella como un personaje más que, a lo largo del camino que recorren, va contando anécdotas y, de este modo, va presentando datos biográficos.
- Nicolás Ríos: era natural de Toledo y, como bien nos dice al comienzo de la obra, lleva más de veinticinco años en el teatro, llegando a ser considerado uno de los directores de comedia de grandísima fama en pleno Siglo de Oro.
- Miguel Ramírez: era, también, natural de Toledo y formó parte de la compañía de Cisneros en 1595, pero dos años después, comenzó a formar parte de la compañía de Rojas.
- Agustín Solano: de éste se sabe poco acerca de su vida hasta el año 1584, que es la fecha que se conoce en la que pasó a formar parte de la compañía de Tomás de la Fuente.

## Género
El viaje entretenido de Rojas Villandrando pertenece al género de la miscelánea, pues a lo largo de toda la obra se tratan muy diversos temas como, por ejemplo, la figura e importancia de la mujer, de ciudades como Sevilla o Granada, de acontecimientos históricos, de astrología, de medicina, de temas religiosos… Por lo tanto, Rojas se interesa por mostrar en su obra una parte didáctica gracias a este género literario, pero empleando para ello la forma dialogada.
Otro género que aparece notablemente en esta obra es el teatro, pues los personajes son comediantes y pertenecían a diversas campañas teatrales, como era la compañía de Cisneros o la propia compañía teatral de Rojas, y éstos van reuniendo anécdotas sobre lo que han presenciado a lo largo de su vida en el teatro, aportando, además, información sobre dichas compañías. Es en estos casos cuando muestra un carácter picaresco gracias al empleo del humor a la hora de narrar las anécdotas.
Además, es una obra en la que aparece el género narrativo con la presencia de la historia de los enamorados Leonardo y Camila, la cual, se narra hacia la mitad del libro segundo. De hecho, el propio Jean Pierre Ressot hace referencia a ella empleando el vocablo de “novela”. Lo que destaca a lo largo de toda la obra es la presencia de las loas, que eran como una especie de discurso o “prólogos” que se realizaban antes del comienzo de la escenografías, es decir, antes del primer acto; por ello, en esta obra, el propio Rojas Villandrando, afirma desde el comienzo, en la “Dedicatoria al lector”, que escribió esta obra como una estrategia para así publicar sus loas:

Lo que me ha animado a hacer esto, no ha sido confianza de mi ingenio, sino persuasión de mis amigos y voluntad de mis nobles deseos, pareciéndoles que, pues había gastado el tiempo en componer tantas y tan variadas loas, y algunas de tanto gusto, hiciese un libro para dejarles algún entretenimiento.
Agustín de Rojas Villandrando, 'El viaje entretenido'

No todas las loas que aparecen son de carácter didáctico, sino que también encontramos algunas de carácter picaresco, gracias al tono humorístico con el que pone de manifiesto algunas de las anécdotas de los comediantes. Él mismo admite que quizás no sean del todo buenas (comentando, incluso, que no son estrictamente suyas, sino que las habría imitado de otros autores), pero no le impide reproducirlas en la obra.

### Índice de loas que aparecen en la obra
- Presentación de la compañía de Gómez – Sevilla
- Desventuras del comediante cobrador
- La ramera fea
- Todo lo nuevo aplace
- Rojas y los rufianes
- Las naciones del mundo. El comediante ermitaño
- Cautiverio de Rojas
- La comedia
- El sastre de la luna
- La primavera
- Granada
- María y Rojas
- Venus y Cupido
- Loa a lo divino para el Corpus de Toledo
- Sátira de las mujeres
- Elogio de las mujeres
- Enigma de la mujer
- La mosca
- La Casa de Austria
- Los vocabularios

- Los dientes
- El hombre que quería volar
- El silencio
- El amor
- Presentación de la compañía de Ríos
- La letra A
- La letra R
- Alabanza de una ciudad
- El Santísimo Sacramento
- El caballero del Milagro
- La loa. El domingo
- La fortuna. El lunes
- La soberbia. El martes
- La envidia. El miércoles
- La templanza. El jueves
- Los malcasados. El viernes
- La ingratitud. El sábado.
- Los ladrones.
- El cerdo.
- Las cuatro edades del mundo.